# معبد النار جرة
معبد النار جرة (بالفارسية: آتشکده جره) هو معبد نار تاريخي يعود إلى عصر الساسانيين، ويقع في محافظة فارس.